# Nikos Salingaros
Nikos Angelos Salingaros (řecky Νίκος Άγγελος Σαλίγκαρος; * 15. června 1952 Perth) je matematik a polyhistor známý svým výzkumem věnovaným teorii urbanismu, teorii architektury, teorii komplexity a filozofii designu. Je blízkým spolupracovníkem architekta Christophera Alexandera, s nímž sdílí velmi kritický názor na konvenční moderní architekturu. Společně navrhují alternativní teoretický přístup k architektuře a urbanismu, který se více přizpůsobuje lidským potřebám a aspiracím a spojuje důkladnou vědeckou analýzu s hlubokými intuitivními zkušenostmi.
Než se Salingaros zaměřil na architekturu a urbanismus, publikoval výzkumy na témata jako algebra, matematická fyzika, elektromagnetická pole a termonukleární fúze. Salingaros nadále vyučuje matematiku a je profesorem matematiky na Texaské univerzitě v San Antoniu. Hostoval také na fakultách architektury na univerzitách v Itálii, Mexiku a Nizozemsku.

## Osobní
Narodil se řeckým rodičům v Austrálii. V dětství žil v Řecku a posléze v USA. Salingaros je jediné dítě populárního skladatele Steliose Salingarose a současně synovcem operního zpěváka Spyrose Sali(n)garose.

## Vzdělání
Salingaros se nejdříve věnoval umění jako malíř, ale brzy přešel k vědám. Získal bakalářský titul z fyziky na univerzitě v Miami na Floridě. V roce 1974 obdržel magisterský titul a v roce 1978 získal doktorát na Státní univerzitě v New Yorku ve Stony Brook. V roce 1982 zahájil dlouhodobou spolupráci s Christopherem Alexanderem a stal se jedním z editorů jeho čtyřsvazkové knihy Povaha řádu (The Nature of Order) o  estetice, morfogenezi, designu a geometrických kvalitách v přírodě.

## Kariéra
Salingaros nastoupil na Fakultu matematiky Texaské univerzity v San Antoniu v roce 1983 a působí tam dodnes. V roce 1990 začal publikovat svůj vlastní výzkum architektonických a urbanistických forem. V roce 1997 se stal vůbec prvním oceněným vědcem, který získal cenu Nadace Alfreda P. Sloana za výzkum architektury. V roce 2003 byl zvolen do Čestného výboru Mezinárodní sítě pro tradiční výstavbu, architekturu a urbanismus (INTBAU) a stal se členem Kolegia tradicionalistických praktiků INTBAU.

## Spisy
Salingarosovy spisy pomohly zavést dva klíčové koncepty do výzkumu morfologie měst. Jde o fraktály a sítě. Jeho kniha Principy městské struktury (Principles of Urban Structure) je srovnávána s výzkumy Michaela Battyho (Velká Británie) a Pierra Frankhausera (Francie) (popis měst jako obřích fraktálů) a s nezávislými výzkumy Paula Drewea (Holandsko) a Gabriela Dupuyho (Francie) (popis měst jako obřích sítí). Salingarosova práce spojuje urbánní formy s novými koncepty, jako jsou sítě malého světa a bezškálové sítě. Michael Batty, profesor plánování na University College v Londýně, napsal o Salingarosově příspěvku: „Ukazuje nám, jak sítě, vyvíjející se zdola nahoru, vedou k měřítkově uspořádaným  hierarchiím, které jsou efektivní a dobře přizpůsobené… Jde o teorii malého světa, obsahující zárodek ideje, kterou jsme zatím nedokázali naplno zužitkovat. Ve spojovacích prvcích ve městech existuje přirozené uspořádání, od početných krátkých propojení k menšímu množství delších propojení, což lze podle mého názoru spojit s fenomény malých světů, bezškálových sítí, zákonů distribuce síly a zejména se změnami v dopravních technologiích. Salingaros je první, kdo na to upozornil.“

Nikos A. Salingaros, Sjednocená teorie architektury (ed. a překlad do češtiny Martin Horáček), Brno 2017

Teorie architektury (A Theory of Architecture) představuje soubor dříve publikovaných prací, jež popisují pokyny pro design, založené na vědeckých zjištěních, spojujících formy s lidským cítěním. Kniha představuje praktický architektonický systém způsobem, který může při navrhování použít jakýkoli architekt. Práce využívá Salingarosových postřehů ohledně nejvýznamnějších staveb minulosti, jež shledává nejbližšími lidskému cítění. Tato metoda a její teoretická opora sice podporuje tradiční architektonické typologie, avšak Salingaros zdůrazňuje, že architekti by měli zůstat svobodní a měli by své nápady přizpůsobit konkrétním situacím, přičemž rozhodování bude ovlivněno prostředím a zadáním. Zkoumá dále následující otázky: Jak lze odůvodnit ornament a proč je ornament nezbytný? Co jsou to měřítka a hierarchie a jak mohou posilovat propojení a krásu? Co přesně v naší biologické podstatě – nebo i v podstatě hmoty samotné – způsobuje, že v nás různé struktury vyvolávají různou odezvu a získáváme k nim specifický vztah? Salingaros nabízí teoretický rámec odpovědí na tyto otázky a využívá přitom matematický jazyk.
Anti-architektura a dekonstrukce (Anti-Architecture and Deconstruction) je sbírkou esejů, polemizujících se současnou „hvězdnou“ architekturou a s jejími zastánci z řad architektonické akademické obce a architektonických médií, která podle Salingarose nehledí na to, zda podporují dobrou, nebo špatnou architekturu. Salingaros definuje „špatnou architekturu“ jako takovou, jež vyvolává pocity odporu až nevolnosti a jež sleduje formální nebo ideologické zájmy místo toho, aby usilovala o přizpůsobení lidské povaze a biologickým a psychologickým potřebám uživatelů.
Ve svých novějších studiích Salingaros pracuje s konceptem biofilie, který pokládá za klíčovou součást navrhování obyvatelného prostředí. Připojuje se tak k následovníkům Edwarda Osborne Wilsona a stoupencům udržitelného designu.
Sjednocená teorie architektury: Forma, jazyk, komplexita (Unified Architectural Theory: Form, Language, Complexity) je nejčastěji překládanou knihou Nikose A. Salingarose. Lze ji číst jako  souvislé odborné pojednání i jako učebnici jedinečného kurzu pro studenty architektury, který se pod Salingarosovým vedením realizoval. Součástí knihy jsou texty dalších čelných vědců a představitelů soudobé rozpravy o architektuře, např. Edwarda O. Wilsona, Léona Kriera či Christophera Alexandera. Salingaros, s oporou v práci těchto autorů, „znovuobjevuje“ architekturu tak, že vysvětluje její zapomenutá pravidla a nabízí návod, jak se může opět propojit s přírodou a lidskou přirozeností. Vychází přitom ze tří vědeckých hledisek: z perspektivy biologie a ekologie, z moderní neurovědy a z matematiky – odtud také titul Sjednocená teorie architektury. Klíčovými pojmy jsou přitom biofilie, měřítko a fraktály.

## Vliv

### Architektura
Salingaros významně ovlivnil několik hlavních témat v soudobé rozpravě o architektuře. Christopher Alexander o něm napsal: „Podle mého názoru byl Nikos A. Salingaros druhým člověkem, který začal zkoumat hluboké spojení mezi vědou a architekturou… Dlouhá léta se mnou spolupracoval a pomáhal mi editovat materiál v Povaze řádu a od určitého momentu … začal psát vlastní studie nahlížející na architektonické problémy vědeckým způsobem. Následně, od druhé poloviny devadesátých let 20. století, začal významně přispívat k budování mostu mezi vědou a architekturou.“
Princ Charles, vlivný kritik současné architektury, vyjádřil Salingarosův vliv ve své vlastní předmluvě k Salingarosově Teorii architektury: „Již delší dobu jsem fascinován prací profesora Salingarose. Jeho nový, provokativní vědecký pohled na architekturu otevírá řadu otázek, ať už si o současném stavu výstavby myslíme cokoli. Znáte snad autora, který by do dnešní rozpravy o architektuře vnášel více osvěžující podněty?“
Roger Scruton, britský filozof, estetik a teoretik umění, napsal: „Jestliže se Salingaros zařadí k povinné četbě pro architekty, mohlo by to znamenat, že se do projektování vrátily ctnosti jako pokora, řád a smysl pro sounáležitost.“
Jan Michl, mezinárodně uznávaný teoretik designu českého původu, v komentáři k českému vydání Salingarosovy Sjednocené teorie architektury konstatoval: „Kniha Nikose A. Salingarose přináší do dnešního psaní o architektuře mocný závan čerstvého vzduchu. Ne nadarmo byl Salingaros před časem označen za nového Vitruvia.“

### Urbanismus
Salingaros přispěl k Nové Athénské chartě z roku 2003, která měla nahradit původní Athénskou chartu z roku 1933, napsanou z velké části vlivným modernistickým architektem a projektantem Le Corbusierem. Le Corbusier separoval městské funkce a přispěl k poválečnému rozbujení urbanistických monokultur a tzv. sídelní kaše. Naproti tomu Salingaros volá po dovybavení předměstí a používání lidského měřítka po vzoru tradičních sídel. Jeho urbanistická doporučení ho sbližují s hnutím Nového urbanismu, který chce nahradit rozlehlé sídelní kaše kompaktními pochozími polyfunkčními obcemi.
Salingaros se zapojil do vytváření sociálních sítí, aplikujících v městském plánování technologie sdílení souborů a otevřeného software z oblasti počítačové vědy. Pro toto hnutí, založené na zásadě peer-to-peer, se vžil příhodný název P2P urbanismus. Kombinuje osobní zapojení uživatele do procesu navrhování a návrhové vzorce, jak je popsal Christopher Alexander, s dalšími metodami, vhodnými pro manipulaci se složitým softwarem. Popis, definice a nejnovější články jsou publikovány na webových stránkách P2P Urbanism.

### Počítačová věda
Salingaros nikdy nenapsal studii přímo zaměřenou na software, ovšem dva z jeho textů komunita počítačových vědců cituje. Oba byly později otištěny jako kapitoly v knize Principy městské struktury.
Struktura jazyků vzorců (The Structure of Pattern Languages, 2000) tvrdí, že vzorce (jeden z ústředních konceptů pro navrhování v počítačové vědě, zavedený Alexanderem) obsahují informace o opakujících se designových řešeních a lidských činnostech. Techniky pro propojení pozorovaných vzorců potvrzují existenci jazyka vzorců, vedou však k odmítnoutí stylových pravidel a tzv. anti-vzorců jakožto svévolných produktů. E. Todd, E. Kemp a C. Phillips řekli: „Salingaros ukazuje, že pouhá sbírka vzorců není systémem, protože postrádá propojení, což naznačuje, že kvalita a povaha spojení mezi vzorci je tím, co určuje, zda sbírka jazykem je, či není. Salingaros identifikuje dvě formy spojení v rámci jazyka vzorců: externí konektivitu a interní konektivitu. Tyto dvě formy spojení mají zásadní význam pro validitu jazyka vzorců. Salingaros naznačuje, že bohatství spojení mezi úrovněmi a uvnitř úrovní příslušného jazyka vzorců je faktorem determinujícím interní platnost jazyka.“
Informační architektura měst (The Information Architecture of Cities, spoluautorem L. Andrew Coward, 2004) popisuje města jako systémy informační architektury, ve kterých funkčnost na vysoké úrovni rozděluje systém do komunikačních modulů. Výměna informací v městských systémech zahrnuje vizuální vstup z prostředí, osobní kontakt, telekomunikace a pohyb lidí. Cesty obyvatelů města vyvolávají primární výměnu informací (jde o interakci, která je záměrem cesty). Ovšem v ideálním případě způsobují cesty sekundární výměny informací, nahodilé a přitom užitečné. Například chodec na cestě do práce navštíví obchody, vidí reklamu, zakoupí si noviny, narazí na přítele a prohodí s ním pár slov. Tato hutná, fraktální, vícevrstvá výměna informací představuje podstatnou výhodu měst. Úzce to souvisí s vytvářením ekonomického bohatství a kultury uvnitř měst.
V Informační architektuře měst Salingaros také definoval užitečný pojem „fraktální narůstání“, který později rozvinul Richard Veryard, Phil Jones a další autoři v počítačové vědě.

### Komplexita
Salingaros představil model komplexity pomocí analogie s termodynamickými veličinami ve fyzice a později jej rozvinul ve spolupráci s počítačovým vědcem Allenem Klingerem. Tato práce vyšla z poznatku Herberta A. Simona, který na komplexitě zdůraznil její organizaci. Salingaros navrhl jednoduchý způsob, jak ji měřit.

### Filozofie
Salingaros je ostrým kritikem dekonstruktivismu a nekritického přenášení filozofie poststrukturalismu do architektury. V eseji Derridův virus tvrdí, že myšlenky francouzského filozofa Jacquese Derridy, aplikované nekriticky, vytvářejí informační virus, rozkládající logické myšlení a popírající znalosti. Salingaros pracuje s teorií memů, aby vysvětlil přenos myšlenek. Tímto způsobem potvrzuje starší názor filozofa Richarda Wolina, jenž pokládal Derridovu filozofiI za nihilistickou z logického pohledu. I když Salingaros používá teorii memů podobně jako Richard Dawkins, nesouhlasí s Dawkinsovým zařazením náboženství mezi memy. Spolu s Alexanderem zdůrazňuje propojení náboženství s geometrií a význam náboženské tradice pro porozumění lidskému bytí a architektonickému tvoření.

### Ohlas v českém prostředí
V českých a slovenských textech o architektuře se sporadické odkazy k Salingarosovým studiím o městských sítích a jejich fraktálních kvalitách začaly objevovat po roce 2000, zásluhou internetu. Referencemi k Salingarosovi podpořil své argumenty česko-norský teoretik designu Jan Michl (souborně v knize Funkcionalismus, design, škola, trh: Čtrnáct textů o problémech teorie a praxe moderního designu, Brno 2012). Naopak Salingaros ve svých knihách několikrát odkázal na vybrané teze Jana Michla, publikované anglicky. Propagaci a rozvíjení Salingarosovy teorie se přibližně od roku 2005 soustavně věnuje historik a teoretik architektury Martin Horáček. Ve své knize Za krásnější svět: Tradicionalismus v architektuře 20. a 21. století (Brno 2013) zřejmě jako první využil Salingarosovy definice architektonického jazyka k výkladu dějin novější architektury. V jedné z kapitol této knihy je shrnuta celá dosavadní Salingarosova práce v oboru teorie architektury, stejně jako její historická pozice v kontextu humanistické rozpravy o architektuře. Horáček se posléze zasloužil o český překlad a vydání Salingarosovy knihy Sjednocená teorie architektury: Forma, jazyk, komplexita (Brno 2017). Doplnil originál o bohatou obrazovou přílohu, rozhovor s autorem a kritickou předmluvu. O šíření, obohacování a aplikaci myšlenek Nikose A. Salingarose a Christophera Alexandera v architektonické teorii, edukaci a praxi se zasazuje česká sekce INTBAU, založená v roce 2016.

### Obecné
Salingaros byl zařazen do seznamu "Padesát vizionářů, kteří mění náš svět“, publikovaného v Utne Reader v roce 2008.